# Нялъявр
Нялъя́вр — пресное озеро в Мурманской области в северной части Кольского полуострова.

## География
Расположено в 30 километрах к западу от Кольского залива по обе стороны (преимущественно южнее) от автомобильной трассы А-138 Мурманск-Печенга. Прилегает вплотную с востока к разобранной железнодорожной ветке. Относится к бассейну Баренцева моря, связывается с ним через реку Ура. Лежит на высоте 141,4 метров над уровнем моря, в холмистой и лесистой местности. Высота окрестных сопок достигает 310 метров, самые крупные из них: горы Малый Мелуайвиш (270,2 метра), Салжвыд (309,9 метров), высота 293,5 метров и другие. Берега Нялъявра покрыты елями и березами, с высотой деревьев 1-3 метров. У юго-западного побережья — участки болот глубиной до 0,5 метров.

## Этимология
Название Нялъявра на саамском языке означает «Песцовое озеро» и происходит от слов njall — песец и javr — озеро.

## Описание
Нялъявр имеет площадь 17 км², это 40-е по площади озеро Мурманской области.
Озеро имеет узкую вытянутую неровную форму. Южная его часть приблизительно до середины вытянута в направлении северо-северо-восток, после чего озеро делает небольшой изгиб на северо-восток. Длина Нялъявра составляет около 16 километров, ширина широкой южной части — до 2 километров, более узкой северной — 0,3-0,9 километра. На территории озера лежит несколько небольших пологих безымянных островов длиной до 0,5-0,6 километра. У северного, южного и юго-западного берегов — участки песчаных и каменистых отмелей.
Через северную оконечность озера проходит с юга на северо-восток безымянный приток реки Ура, кроме того, целый ряд безымянных небольших ручьёв впадает в Нялъявр с окружающих его возвышенностей. Местность вокруг Нилъявра характерна большим количеством озёр, большинство из которых совсем небольшие и не имеют собственных названий. Самые крупные из прилегающих озёр: Урклубол — в 4 километрах к юго-западу, связано с Нялъявром протокой, Носкъявр — в 4 километрах к западу, Большой Пайявр — в 1,5 километрах к северо-западу, Кяделъявр — в 1,5 километрах к северу, связано с Нилъявром притоком Уры, Килпъявр — в 6 километрах к юго-востоку, Кумжъявр — в 3 километрах к юго-востоку и Малый Пайявр — в 3 километрах к югу.
На южном берегу Нилъявра находится железнодорожная станция Нял, а на северном вплотную к озеру прилегает посёлок Первомайский, в районе которого озеро пересекает автомобильный железобетонный мост длиной 23 метра, шириной 7 метров и грузоподъёмностью 60 тонн. В связи с легкодоступностью озеро часто используется в рыболовных нуждах, из рыбы здесь водится сиг и другие озёрные виды.

## История
Во время Второй мировой войны в районе Нялъявра проходила линия фронта на Мурманском направлении, и велись ожесточённые бои. В память о погибших у северного берега рядом с посёлком Первомайским находится братская могила 206 воинов-защитников Заполярья.